# Искаков, Тынысбек
Тынысбек Искаков — советский хозяйственный, государственный и политический деятель.

## Биография
Родился в сельсовете Ушкайык Туркестанского района Чимкентской области. Член КПСС.
С 1967 года — на хозяйственной, общественной и политической работе. В 1967—2000 гг. — шофёр в каракулеводческом совхозе «Туркестан» Кызылкумского района Шымкентской области, ответработник районного водохозяйственного управления, бригадир рисоводческой бригады № 3 совхоза им. XXIV съезда КПСС Яныкурганского района Кзыл-Ординской области, руководитель АО «Зангар».
Был в составе коллектива удостоен Государственной премии СССР за выдающиеся достижения в труде 1990 года.
Избирался депутатом Верховного Совета Казахской ССР 12-го созыва (1990—1995).
Живёт в Казахстане.